# Ctenus noctuabundus
Ctenus noctuabundus är en spindelart som beskrevs av L. des Arts 1912. Ctenus noctuabundus ingår i släktet Ctenus och familjen Ctenidae.
Artens utbredningsområde är Kenya. Inga underarter finns listade i Catalogue of Life.